# Prowincja Uttaradit
Uttaradit (taj. อุตรดิตถ์) – jedna z prowincji (changwat) Tajlandii. Sąsiaduje z prowincjami Phitsanulok, Sukhothai, Phrae i Nan.
Uttaradit w języku tajskim oznacza „północną ziemię”.